# Synodontis obesus
Synodontis obesus és una espècie de peix de la família dels mochòkids i de l'ordre dels siluriformes.

## Morfologia
Els mascles poden assolir els 37,5 cm de llargària total.

## Distribució geogràfica
Es troba a Àfrica: rius costaners del golf de Guinea des de Ghana fins al Gabon. També és present al riu Cross a Nigèria.